# Рајак
Рајак (арап. رياق) је град Либану у гувернорату Бека. Према процени из 2005. у граду је живело 18 876 становника.